# 金山 (俳優)
金 山（きん さん、チン・シャン、1911年8月9日 - 1982年7月7日）は、中国の俳優。本名は趙 黙、字は緘可。

## 略歴
江蘇省蘇州出身。若かりし頃から上海に出て杜月笙の知遇を得、王瑩らと東方劇社で活動。かなりの優れた容貌と実力派俳優として人気があり、ファンからは「話劇皇帝」と呼ばれていた。
その一方で1932年に密かに中国共産党へ入党、中国左翼劇作家連盟などで活動し日中戦争（第二次世界大戦）では救国劇団を率いて抗日演劇を積極的に上演した。

### 長春スタジオ所長として
日中戦争が日本の敗北で終わった後、旧満州映画協会のスタジオがある長春は、中国国民党指揮下の中華民国軍（国民党軍）と共産党指揮下の東北民主連軍（共産党軍）の間で争奪戦が繰り広げられていた。1945年10月1日に共産党主導で満映の受け皿組織・東北電影公司が設立されるが、翌1946年5月、長春は国民党軍に占領され、東北電影は黒竜江省興山に疎開。スタジオは国民党中央委員会宣伝部の傘下に置かれ、「長春電影製片廠」（第一次。通称『長制』）が設立される。
金山はこの長制の所長に就きスタジオ運営や製作を指揮。1947年に、自ら監督も務めた長制第1作『松花江上』を世に送る。次いで第2作『小白龍』にとりかかるが、製作中の1948年5月に長春包囲戦が勃発。『小白龍』の製作は暗礁に乗り上げてしまった。
金山自身は共産党員ではあるものの、長制は国民党中央委の直轄であり、簡単に交渉や投降が出来る状況になかった。そこで金山は『小白龍』の出演俳優や製作スタッフを率いて北平に脱出。同地にある民国国営の中央電影企業第3スタジオ（華北臨時政府時代に設立された華北電影のスタジオ）を借りて、『哈爾濱之夜』として完成させた。
金山たちが去った旧満映スタジオは、包囲戦終結後東北電影の手に戻り、新生長春電影製片廠（通称『長影』）が発足。今日の長春映画グループの基礎となる。

### 人民共和国建国後
中華人民共和国成立後は北京にとどまり、中国青年芸術劇院（中國國家話劇院の前身の一つ）の副院長兼総監督に就任したものの、文化大革命では江青との個人的な因縁もあって7年間も投獄されたばかりか当時の妻であった孫維世を弾圧で殺される憂き目にあう。文革終了後に名誉回復を経て、中国文学芸術界連合会委員・全国政治協商会議委員を務めた。

## 江青との因縁
舞台「賽金花」では、王瑩と江青（藍蘋）とでヒロイン役を争うことになり、このため原作者から両者が主演する二部共演の案が出された。だがそれに先んじて金山が王瑩らと集団で劇団を離脱して独自に開演に踏み切ったことから、もう一方の藍蘋の演技の拙さが目立つ結果となった。その後のスキャンダル騒動で藍蘋は銀幕から姿を消すが、その遺恨が後の文化大革命での金山夫妻や王瑩への過酷な弾圧へとつながってくる。

## 結婚遍歴
稀代のプレイボーイであり、演劇「賽金花」で共演した王瑩はじめ、65歳で最後の妻を迎えるまで4回結婚している。
- 王瑩　(1936年－1941年)　性格の不一致が原因で王瑩から別れを切り出され、最初の結婚生活は破綻している。
- 張瑞芳　(1942年－1950年)　3番目の妻となる孫維世との不倫が原因で離婚。
- 孫維世　(1950年－1968年)　文化大革命で暗殺され死別。
- 孫新世　(1976年－1982年)　65歳にして孫維世の妹である彼女と結婚。

## 映画

### 出演作
- 昏狂（1935年）
- 長恨歌（1936年）
- 狂歡之夜（1936年）
- 夜半歌声（1937年）
- 貂蝉（1938年） - 呂布役
- 風暴（1959年） ※兼監督・脚本

### 出演以外
- 松花江上（1947年） - 監督・脚本
- 十三陵水庫暢想曲（1958年） - 監督・脚本

## 参考資料
- 中国话剧名家：金山
- 金山同时追求“四大名旦”